# Sistema di n punti materiali
Un sistema di n punti materiali è un "insieme" di n elementi considerati puntiformi, cioè tali che, rispetto al problema che si sta affrontando, possono essere considerati come se fossero punti. Ad esempio, si possono assimilare a punto materiale i pianeti del Sistema Solare quando se ne vuole studiare il moto di rivoluzione intorno al Sole. La scelta di quali punti appartengano o meno al sistema è completamente arbitraria.

## Proprietà di un sistema di punti
Le particelle che appartengono al sistema sono soggette alle medesime leggi della Dinamica (fisica) concernenti i punti materiali. A queste se ne aggiungono tuttavia due nuove determinate sperimentalmente e dunque non desunte per via analitica dalla Legge di Newton. Tali leggi sono dette "leggi cardinali" o "leggi fondamentali della dinamica dei sistemi di punti". 
La Quantità di moto totale di un sistema di punti è pari alla sommatoria delle quantità di moto relative a ciascuna particella. Inoltre per la Prima legge cardinale la derivata rispetto al tempo della quantità di moto è pari alla sommatoria delle sole forze esterne agenti sul sistema. È evidente che qualora non intervengano forze esterne (derivata nulla) la quantità di moto dell'intero sistema sarà costante. Anche il momento angolare del sistema sarà costante per effetto della seconda legge cardinale. 
Infine è possibile ricondurre il moto dell'intero sistema a quello del suo centro di massa. Naturalmente in questo caso non si avranno informazioni sul movimento specifico dei singoli punti materiali nello spazio. Di conseguenza è possibile studiare il sistema come se fosse un punto materiale, soggetto alle forze esterne, caratterizzato da una determinata velocità iniziale (a seconda che il sistema sia in quiete o meno) e da una posizione iniziale. Tutto ciò prescindendo dal punto di applicazione delle forze sul sistema.

## Forze esterne ed interne, leggi cardinali
Sono definite forze interne del sistema quelle generate esclusivamente dalle particelle appartenenti al sistema. La somma vettoriale di queste forze si è osservato sperimentalmente essere sempre nulla (Prima legge cardinale). Dunque esse non influenzano il moto del centro di massa. Viceversa quelle esterne: esse condizionano il moto del centro di massa del sistema e la loro somma può variare anche nel tempo. 
Comunque forze che sono esterne per un dato sistema possono diventare interne qualora si includano le particelle che le generano nel sistema stesso.
La Seconda legge afferma che il momento totale della forza del sistema di punti per un certo polo è definito solamente dalle forze esterne, poiché il momento totale delle forze interne è nullo.

## Moto dei singoli punti
A ciascun punto è associata un'equazione del moto per un totale di n equazioni vettoriali per n particelle. Ad ognuna corrispondono fino a 3 equazioni cartesiane. Dal momento che nel moto le particelle si influenzano reciprocamente in ciascuna delle equazioni succitate compaiono incognite rappresentanti posizione o velocità di ciascun punto. Pertanto per risolverne una occorre risolvere l'intero sistema di equazioni. Ciò, tranne nei casi più semplici (es. sistemi di due o tre particelle), si effettua numericamente e non analiticamente.

## Analisi dello stato meccanico di un sistema
In meccanica, al fine di voler determinare la posizione nello spazio di un sistema di n punti materiali, è necessario dare n raggi vettori, cioè 3n coordinate. In generale, il numero di grandezze indipendenti da assegnare al fine di determinare in maniera univoca la posizione di un sistema, è chiamato numero di gradi di libertà del sistema stesso. Nel caso considerato (nello spazio), tale numero è proprio uguale a 3n. 
Benché venga naturale pensare alle coordinate cartesiane dei punti materiali come grandezze indipendenti da assegnare, questa non è l'unica scelta che si ha a disposizione; infatti, è possibile utilizzare un differente sistema di coordinate, a seconda del problema considerato. s di queste coordinate qualsiasi, q1,...,qs , vengono chiamate coordinate generalizzate. Ricordando che la velocità è la grandezza fisica definita come derivata della posizione rispetto al tempo, le derivate delle qi vengono chiamate velocità generalizzate.
Volendo determinare in maniera precisa lo "stato meccanico" del sistema in esame, è necessario che siano definite le coordinate generalizzate e le velocità nello stesso istante di tempo. In questo caso, sarà possibile anche prevedere il moto "futuro" del sistema, con una certa accuratezza. Dal punto di vista matematico, ciò significa che dando in un certo istante le coordinate e le velocità, è possibile anche derivare ulteriormente queste ultime rispetto al tempo, ottenendo così le accelerazioni generalizzate. 
Le leggi matematiche che legano coordinate, velocità e accelerazioni, date nello stesso intervallo di tempo, sono equazioni differenziali del secondo ordine, chiamate equazioni del moto, il cui risultato sono funzioni in grado di restituire all'osservatore la traiettoria del sistema meccanico.